# TV Barrandov
TV Barrandov – czeska prywatna stacja telewizyjna.
W 2006 roku stacja otrzymała cyfrową licencję. Wystartowała w 2009 roku. Ramówka tej stacji jest ogólnotematyczna.
Siedziba stacji znajduje się w Pradze.